# 陳德深
陳德深（1931年10月14日—1989年8月14日），生於日治台灣臺南州新營郡鹽水街（今台南市鹽水區），臺南州鹽水東國民學校（今臺南市鹽水區鹽水國民小學）、台南一中、台灣大學農業化學系畢業，1954 年發表學士論文題目為「Jamaica 式 Rum 酒釀造法之初步研究」（部分媒體刊載為法律系或農經系畢業，實係誤植），為台灣最早的股票專業投資人與職業股東，曾被稱為「委託書大王」。

## 生平
其家族原為富有地主。在政府推行耕者有其田政策期間，其家族擁有土地遭政府強制徵收，以台泥、台紙、農林、工礦四大公司的股票作補償。陳德深就讀台灣大學期間，與其兄陳德仁開始從事收購四大公司股票。陳德深因收購台泥公司股票，認識林燈、顏榮發及張明吉等人，成為合作夥伴，曾陸續參與收購農林、台紙、工礦、新玻、台灣煉鐵、中化製藥、國賓飯店等公司股票。
1961年，台灣籌組證券交易所，出現股票市場。陳德深成立公司，至各地的地主家中，向他們收購股票及股東委託書，取得數十間公司的董監事席次，經由董事會影響公司運作。因此被稱為委託書大王。在股票之外，他也從事土地收購。
為鼓勵在學學生，陳德深於1969年12月5日，以前人「清泉吳服布莊」之名在臺北市政府教育局登記成立「財團法人清泉獎學會董事會」，過世後已無運作。另為興辦社會教育及保育動物教育，於1981年6月13日在教育部登記成立「財團法人香蘭基金會」，過世後其繼承人於2021年10月13日申請撤銷。
1989年，因糖尿病引發心肌梗塞過世，由其員工部屬協助安葬於台南關仔嶺大棟山，墓園上書「明德求至善，格物致深知」。因一生未婚、無子女，遺產由他的兄姊五人共同繼承，引起長期的遺產紛爭。